# イオン登別店
イオン登別店（イオンのぼりべつてん）は、北海道登別市に所在するイオン北海道運営の総合スーパー（GMS）である。

## 概要
1985年に室蘭ファミリーデパート（室蘭市の「室蘭ファミリーデパート桐屋」の運営会社）が出店を表明した。この計画は、西胆振で最大規模の店舗面積で、同店の進出によって買い物などが便利になるとのことで、富岸地区での住宅の建設が一気に進んだ。しかし、同店の出店は、長らく登別の商業の中心地として存在してきた中央地区の商店主などには大きな脅威となった。
「室蘭ファミリーデパート」が登別サティとして1994年（平成6年）3月18日に開店した。
登別商工会議所は出店表明を受けて、3年間の大型店進出抑制宣言を行い、その間に商店街近代化事業などを行って、1994年12月9日に登別中央ショッピングセンターアーニスがオープンした。
登別サティの出店は、新生町や富岸町への住宅建設の起爆剤の１つとなった。若山町から西側の地区の住民は、室蘭方面に買い物に行くことが多かったが、同店の開店によって、その流れを市内に引き留め、登別サティの出店によって多種多様な店舗が進 出し多数の消費者を集めることとなった。
2024年4月1日、イオン北海道のネットスーパー「ネットで楽宅便」の配送拠点を開設した。

## 沿革
- 1988年（昭和 63年）10月 - 出店を表明[8]。
- 1994年（平成6年）3月18日 - 「室蘭ファミリーデパート」が登別サティとして開店[9]。
- 2000年（平成12年） - 室蘭ファミリーデパートがマイカル北海道に合併[10]。
- 2002年（平成14年） -  ポスフールへの店名変更に伴い、「ポスフール登別店」と改称[10]。
- 2011年（平成23年） - イオンへの店名変更に伴い、「イオン登別店」と改称[10][11]。
- 2024年（令和6年）4月1日 - ネットで楽宅便の配送拠点をオープンさせる。

## フロアとテナント
出典:

### フロア概要
核店舗のイオン登別店と24の専門店で構成される。
| 階   | フロア概要                       |
| ---- | -------------------------------- |
| 屋上 | 屋上駐車場                       |
| 2階  | 直営売場・専門店街               |
| 1階  | 直営売場・専門店街・レストラン街 |

### 主なテナント
1階
- キャンドゥ（100円ショップ）
- サザエ（惣菜）
- ミスタードーナツ（ドーナツ）
- 室蘭信用金庫イオン登別出張所[13]（銀行）
- メガネのプリンス（メガネ）
- チャンスセンター（宝くじ）

2階
- アスビーファム（靴）
- カーブス（フィットネス）
- モーリーファンタジー（ゲームセンター）

※テナント情報は2024年9月時点
出店テナント全店の一覧詳細情報は公式サイト「専門店・フロアマップ」を、営業時間およびATMを設置している金融機関の詳細は公式サイトを参照。

## アクセス
北海道道782号上登別室蘭線沿い。
バス
- 道南バス「富岸2丁目」バス停下車

自動車
- 道央自動車道 登別室蘭ICより約5分

## 近隣施設
- 登別ショッピングセンター[14]
  - マックスバリュ登別店
  - DCM登別店
  - ツルハドラッグ登別富岸店
- 登別市総合体育館
- 北海道登別青嶺高等学校
- わかさいも本舗登別本店（登別工場）
- 道南バス若山営業所
- 陸上自衛隊幌別駐屯地